# Clostridium fallax
Clostridium fallax è una specie di batterio appartenente alla famiglia delle Clostridiaceae.